# Contea di Xianyou
La contea di Xianyou (仙游县S, Xiānyóu XiànP) è una contea della Cina, situata nella provincia del Fujian.